# Alexander Sawwatjewitsch Abramski
Alexander Sawwatjewitsch Abramski (russisch Алекса́ндр Савватьевич Абра́мский; * 10. Januarjul. / 22. Januar 1898greg. in Luzk, Russisches Kaiserreich, heute Ukraine; † 29. August 1985 in Moskau) war ein sowjetischer Komponist und Folklorist.

## Leben
Alexander Sawwatjewitsch Abramski hatte Klavierunterricht bei Konstantin Nikolajewitsch Igumnow und Kompositionsunterricht bei Georgi Catoire. Von 1922 bis 1927 studierte er am Moskauer Konservatorium in der Kompositionsklasse von Nikolai Jakowlewitsch Mjaskowski. Ab 1950 war er Teilnehmer bei Expeditionen zur Erforschung der Folklore in der Sowjetunion. Er bereiste die Oblaste Archangelsk, Wologda, Moskau und Usbekistan. Hier nahm er 75 uigurische Lieder auf. Er arbeitete mit verschiedenen Chören. Ab 1951 unterrichtete er die Kompositionseingangsklasse am Seminar der Union der Komponisten der UdSSR.
Er leistete einen großen Beitrag bei der Erfassung, Aufzeichnung und Verarbeitung von Volksliedern in der Sowjetunion.

## Werke (Auswahl)

### Werke für die Bühne
- Ляйлихан-Анархан [Ljajlichan - Anarchan]; Uigurisches Musikdrama, 1943[2]

### Orchesterwerke
- Sinfonie Nr. 1, 1927
- Sinfonie Nr. 2 mit Chor, 1932, Text: Wladimir Wladimirowitsch Majakowski, S.I. Becher
- Sinfonie Nr. 3 mit Chor, 1970, Text: Viktor Bokov
- Kantate Дыхание земли  [Der Atem der Erde], 1926, Text Welimir Chlebnikow
- Kantate Стога пылают (Les meules qui brûlent) [Die Schober brennen], 1927, Text: Émile Verhaeren[2]
- Kantate Звезда [Der Stern], 1926, Text: Vera Chlebnikowa
- Oratorium Шахтёрская слава [Ruhm des Bergmanns], 1951; Text: Nikolaj Doriso[2]
- Oratorium Человек идет [Der Mensch geht]; Oratorium für russischen Volkschor und großes Sinfonieorchester; Text: W. Kusnezowa und W. Semernina, 1966[3]

### Kammermusik
- Concertino für Flöte, Klarinette in B, Horn in F, Fagott und Klavier 1924[4]

### Klavierwerke
- Sonate in vier Sätzen 1925 OCLC 7383291[5] (Digitalisat in der Russischen Staatsbibliothek)
- Einfache Rede: drei Klavierstücke, 1925, Wien Universaledition U.E. 8278 OCLC 843761966
- Sonate laconique(Краткий очерк [ Kleine Skizze/Kleines Essay ]) 1926[6][7] OCLC 24596999
- Drei dramatische Tänze 1929[8]
- Pasionaria, spanische Rhapsodie, 1939 OCLC 67845321
- Ausflug in den Zoo; 1948; I [Eintritt/Einleitung: Wir gehen] II [Damhirsch] III [Elefant] IV [Schwäne] V [Eichhörnchen] VI [Mustang] VII [Das Vögelchen flog zum Fuchs in den Käfig] VIII [Zwei Affen] IX [Zum Schluss: Es ist Zeit, nach Hause zu gehen]

### Werke für Domra und Balalaika
- Humoreske für Orchester mit Domra und Balalaika, 1938
- Suite nach Volksliedthemen für Orchester mit Domra und Balalaika,1939

### Chorwerke
Chorwerke a cappella:
- О Ленине поем [Wir singen von Lenin]; Zyklus für Solisten und russischen Volkschor; 1962[9]
- Russische Weite (Русское раздолье)

mit Akkordeon:
- Lied über Russland; Incipit: Россия! Гордимся тобою [Russland, wir sind stolz auf dich]; 1960[10]

Frauenchor mit Akkordeon:
- Улетел мой сокол,[Mein Falke(Liebling) ist weggeflogen]; Text. D. Martynow; 1956[11]

und viele weitere Chorwerke mit und ohne Instrumentalbegleitung. Vieles mit Bajan und Balalaika.

### Lieder
- Lied von der Freundschaft op. 5 1937; Text: Alexej Alexandrowitsch Surkow
- Moskau; Text: Sadriddin Ainij; 1942
- Ukrainische Heimat; Text: Maxym Rylskyj; 1942[12]
- Песни русского Севера [Lieder des russischen Nordens], 1959 OCLC 58883207[13]
- Бывальщины [Fantasie], für Gesang mit Klavierbegleitung, Moskau, 1970

und viele weitere Lieder.

## Notenausgaben
- Concertino für Flöte, Klarinette, Horn, Fagott und Klavier; Sikorski
- Drei drammatische Tänze für Flöte, Klarinette, Horn, Fagott und Klavier I Spectre de la guerre II Danse avec la lettre III Victime du jeu de Lazard; Sikorski
- Избранное Песни и хоры: Для пения (соло, хор) без сопровожд. и с инструм. сопровожд [Auswahl an Liedern und Chören], für Gesang und Chor, mit und ohne Begleitung von Bajan und Balalaika.  Moskau, Sov. kompozitor, 1983 (russisch) OCLC  15302505[14]

### Notendigitalisate

#### University of Rochester, Sibley Music library
- Sonate laconique(Краткий очерк) für Klavier

### Sonstiges
- Александр Абрамский Seite auf discogs.com